# Dovzhansk
Dovzhansk (em ucraniano:  Довжанськ; em russo:  Должанск)  é uma cidade da Ucrânia, situada no Oblast de Luhansk. Tem 83 km² de área e sua população em 2020 foi estimada em 63.184 habitantes.